# مجید انصاری (نماینده مجلس)
مجید انصاری نمایندهٔ حوزه انتخابیه ممسنی و رستم در یازدهمین دوره مجلس شورای اسلامی و عضو کمیسیون اجتماعی مجلس بوده است.

### انتخابات یازدهمین دوره مجلس
انصاری موفق شد در انتخابات یازدهمین دوره مجلس شورای اسلامی و در رقابت با علی احمدی، نماینده اسبق مجلس و جانشین دبیر مجمع تشخیص مصلحت نظام، با کسب بیش از پنجاه هزار رای به بهارستان راه یابد. حوزه انتخابیه ممسنی و رستم در این دوره از نظر درصد مشارکت رتبه نخست را در کل کشور کسب کرد.

## سوابق و فعالیت‌ها
سابقه بیش از دو دهه تدریس در مراکز آموزش عالی و آموزش و پرورش، سابقه اشتغال به وکالت در دستگاه قضایی به مدت ۱۵سال، مسئولیت امور حقوقی و قضایی بیش از۱۰سازمان، نهاد و مؤسسه دولتی و خصوصی، عضو سازمان بسیج حقوقدانان استان کهگیلویه و بویراحمد، عضو اتاق مشورت صداوسیمای استان کهگیلویه و بویراحمد، تدریس در دانشگاه امام حسین، تدریس در دانشگاه‌های پیام نور، تدریس در دانشگاه آزاد اسلامی واحد علوم و تحقیقات، مشاور حقوقی صنایع دریایی وزارت دفاع و پشتیبانی نیروهای مسلح، نایب رئیس مجمع عمومی بسیج سپاه فتح و عضویت در کمیسیون چشم‌انداز و نخبگان دبیرخانه مجمع تشخیص مصلحت نظام از جمله سوابق وی می‌باشند.